# Kepler-419 c
Kepler-419 c (также известна как KOI-1474.02) — экзопланета, обращающаяся вокруг звезды Kepler-419, одна из двух планет у этой звезды, открытых телескопом Кеплер. Расположена в 2544 световых годах от Земли в созвездии Лебедя. Открыта транзитным методом.

## Характеристики
Экзопланета Kepler-419 c является супер-Юпитером (она намного больше и массивнее планеты Юпитер). Её равновесная температура составляет 250 К, несколько холоднее, чем равновесная температура Земли. Он имеет массу около 7,2 MJ, и её вероятный радиус составляет 1,05 RJ.
Планета вращается в зоне обитаемости вокруг жёлто-белого карлика спектрального класса F. Материнская звезда имеет массу 1,39 M⊙ и радиус 1,75 R⊙. Её температура поверхности составляет 6430 K, а возраст — 2,8 млрд лет. Для сравнения, возраст Солнца составляет около 4,6 млрд лет и оно имеет температуру поверхности 5778 К. Видимая звёздная величина Kepler-419 составляет +12m. Таким образом, её невозможно увидеть невооружённым глазом.
Kepler-419 c обращается вокруг звезды со светимостью 2,7 L⊙ с периодом приблизительно 675 дней (около 1,84 земных лет) на расстоянии 1,61 а.е. Планета имеет слегка эксцентрическую орбиту, с эксцентриситетом равным 0,184. Kepler-419 c получает около 95 % от солнечного света, который получает Земля.